# Albacete
Albacete este capitala provinciei Albacete a comunității autonome Castilia-La Mancha, Spania. Albacete este cel mai important oraș din Castilla-La Mancha  Este cea mai estică capitală de provincie a Castilla-La Mancha, situată în Peninsula Iberică, în mijlocul unui vast peisaj rural de mare valoare naturală, aproape de dealul San Blas, pe care se află orașul medieval Chinchilla de Montearagón, în regiunea de La Mancha de Montearagón, încadrată în regiunea unimunicipală Los Llanos . Este, de departe, cel mai mare  și cel mai populat oraș din Castilla-La Mancha, cu 172 357 locuitori și cea mai populată capitală de provincie a subpodișului sudic după Madrid . Zona sa metropolitană, care se ridică la 217  774 de locuitori, este cea mai mare din Castilla-La Mancha și una dintre cele mai mari treizeci de aglomerări urbane din țară.  Teritoriul municipal Albacete este al șaptelea ca mărime din Spania, cu 1125,91 km².
Albacete este cel mai important oraș din Castilla-La Mancha,   motor economic regional de referință în Spania, capitală economică  și judiciară  a comunității autonome, sediul Curții Superioare de Justiție din Castilla -La Mancha, La Mancha, cel mai înalt organ judiciar al comunității autonome, și Parchetul Castilla-La Mancha, organul fiscal al regiunii. Celebrul scriitor Azorín a descris în poezia sa orașul Albacete drept „ New York-ul din La Mancha ”. 
Originile orașului sunt incerte – sub el sunt vestigii preromane și romane –, deși primele certitudini ale existenței sale se regăsesc în secolul al IX-lea, în timpul stăpânirii andaluze a zonei, orașul fiind inițial numit البسيط Al- Basit, în arabă „câmpia” în aluzie la caracterul plan al geografiei locului. De-a lungul secolelor, orașul a câștigat importanță, fiind subiectul unor evenimente istorice precum bătălia de la al-Lujj (1146), cucerirea castelului de la Albacete de către Fernando al III-lea al Castiliei (1241), stăpânirea Isabellei a Portugaliei ( 1526-1539), concesionarea unui târg gratuit de către Felipe V (1710), construcția Canalului Regal al Mariei Cristina prin decretul regal al lui Carlos IV (1805), capitala sa provincială în detrimentul istoricului Chinchilla (1833), înființarea Audienței Regale de la Albacete de către María Cristina de Borbón-Dos Sicilias (1834), transferul Guvernului lui Baldomero Espartero și al trupelor sale la Albacete (1843), înființarea Companiei Spaniole de Aviație (1923), baza Brigăzilor Internaționale (1936-1938) sau bombardarea Legiunii Condor (1937).
În prezent, Albacete este o capitală modernă, cu spații mari pentru pietoni și spații verzi mari. În plus, amplasarea sa la câmpie și înlăturarea barierelor arhitecturale l-au făcut unul dintre cele mai accesibile orașe din întreaga țară,  cu cea mai înaltă calitate a vieții  și unul dintre cele mai sigure.
O destinație turistică interioară a Spaniei,  centrul său istoric reunește valori de patrimoniu unice și remarcabile. Printre monumentele sale cele mai reprezentative se numără Târgul Albacete, Catedrala San Juan Bautista, arena de tauri, Teatrul Circ, Palatul Provincial, Fabrica de Făină, Pasajul Lodares sau Turnul de Apă . Se remarcă muzee precum Muzeul Albacete, Muzeul Tacâmurilor, Muzeul Municipal, Muzeul Internațional de Artă Populară a Lumii, Grădina Botanică din Castilla-La Mancha, Centrul Cultural La Asunción sau Casa de Cultură José Saramago . Agrementul este unul dintre semnele distinctive ale capitalei Albacete, care are zone de petrecere precum La Zona, El Campus sau Los Titis .   Alte dintre marile sale atracții în acest sens sunt tradiționalele Tascas de la Feria sau tradiționala macropiață în aer liber din Los Invasores . Tacâmurile Albacete și în special cuțitul și briciul Albacete sunt un simbol internațional al orașului, care a fost Capitala Mondială a Tacâmurilor în 2022.
Albacete este un oraș comercial și industrial, reflectat în zona sa comercială extinsă care cuprinde peste 556 723 de persoane din 154 de municipii.  Locația sa geografică strategică, la jumătatea distanței dintre Madrid și Marea Mediterană, îl face principalul nod de logistică și comunicații din sud-estul Spaniei,    cu importante conexiuni pe autostrăzi și pe calea ferată (inclusiv servicii AVE ), precum și pe calea aerului prin aeroportul său, care îl leagă de diferite puncte ale geografiei spaniole.
Dintre sărbătorile și tradițiile sale, se remarcă Târgul Albacete, declarat de Interes Turistic Internațional,  care se sărbătorește în perioada 7-17 septembrie în cinstea Fecioarei de los Llanos, Festivalul San Juan de Albacete în cinstea patronului său, Săptămâna Mare din Albacete, sau Carnavalul din Albacete, precum și evenimente regionale, naționale și internaționale precum Campionatul Internațional FIM CEV de la Circuito de Albacete,  Festivalul Internațional de Circ, Festivalul Internațional de Film Abycine, Orașul Bienala de Arte Plastice din Albacete, Premiul Național de Teatru „Pepe Isbert”, Concursul Literar Barcarola, Ziua Modei AB, Festivalul de la Albacete, Târgul Artelor Spectacolului Castilla-La Mancha, Ibercut, Expovicaman, Târgul Internațional de Brânzeturi sau Albacete Challenger World Padel Tur, precum și târguri și expoziții.
Industria este unul dintre pilonii orașului. Albacete este sediul unor companii multinaționale importante și are cinci zone industriale mari, inclusiv Campollano, cel mai mare complex industrial din Castilla-La Mancha  și unul dintre cele mai mari din Spania,  și Romica, al doilea cel mai mare complex industrial al capitalei provinciale. Învățământul superior și cercetarea sunt alți poli mari de dezvoltare ai orașului, evidențiindu-se Universitatea din Castilla-La Mancha, Campusul Biosanitar, Campusul Științific și Tehnologic de Energie și Mediu -de excelență internațională-, Parcul Științific și Tehnologic din Castilla- La Mancha și Academia Regală de Medicină din Castilla-La Mancha.
Sectorul aeronautic, militar și de apărare este un altul dintre motoarele economice ale orașului. Albacete este sediul Bazei Aeriene Los Llanos, Aripa 14, al Școlii Aeriene din Albacete, cea mai importantă școală aeriană din Spania,  și al Școlii de Piloți NATO, un program de pregătire european echivalent cu Top Gun-ul American .  În plus, orașul găzduiește Parcul Aeronautic și Logistic Albacete, care atrage companii importante din sector, unde se află uzina de elicoptere din Albacete, singura din Spania, sau hub-ul Airbus.

## Activități culturale
Albacete dispune de o viață culturală foarte activă, unde putem găsi spații mari de muzee și cinematografe, dar exista și alte centre precum  Casa de cultura Jose Saramago sau Centrul Cultral El Ensanche.

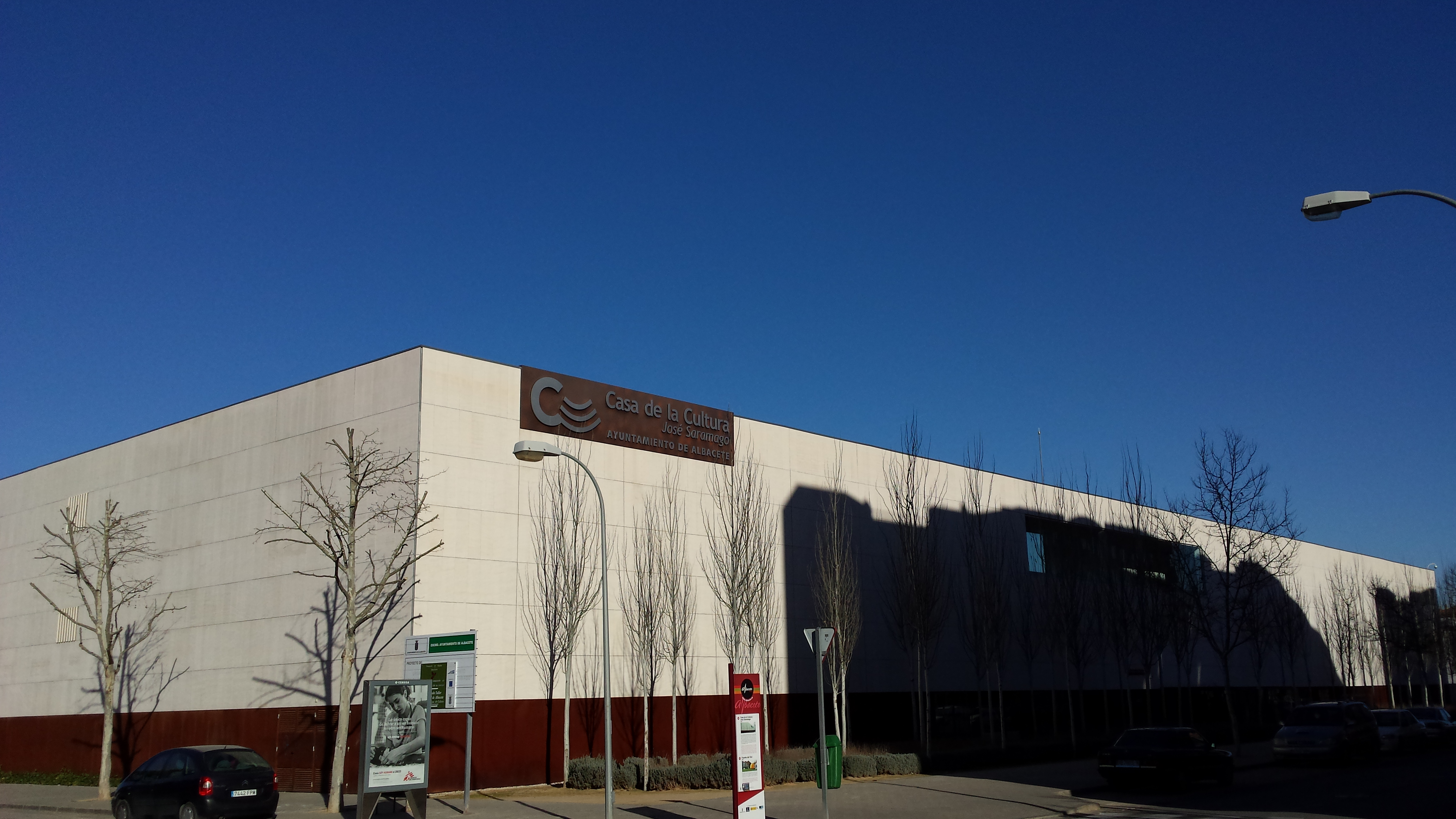
Universidad Popular de Albacete. Casa de la Cultura José Saramago